# Институт сельскохозяйственной биотехнологии Ирана
Институт сельскохозяйственной биотехнологии Ирана — крупный иранский исследовательский центр.
Адрес: г. Кередж, бульвар Шахида Фахмиде, Институт сельскохозяйственной биотехнологии Ирана, почтовый ящик: 33151—31359
Сайт: www.abrii.ac.ir

## Общие сведения и краткая история
Институт сельскохозяйственной биотехнологии Ирана был создан в 2000 г. с целью разработки и использования новых технологий, призванных разрешить проблемы в сельскохозяйственном секторе, способствовать обеспечению продовольственной безопасности страны, повысить культуру пищевого поведения общества и защитить базовые экологические ресурсы и экологические русла в рамках устойчивого развития производства знания и благосостояния, а также формирования продуктивной и самостоятельной занятости в сфере сельского хозяйства. Постановлением Совета по распространению высшего образования в 2014 г. Институт сельскохозяйственной биотехнологии получил статус независимого научно-исследовательского института.
Институт обладает новейшим оборудованием и инфраструктурой, а также квалифицированным человеческим ресурсом (в его штате 22 постоянных сотрудника, из которых 2 профессора, 5 доцентов, 12 ассистентов-профессоров, 3 преподавателя и 5 научных сотрудников) и является одним из аффилированных институтов Национального научно-исследовательского института генной инженерии и биотехнологий.
В настоящее время Институт считается одним из самых передовых и авторитетных исследовательских центров в области биотехнологий в стране и в регионе. В Институт входят 6 исследовательских подразделений в головном учреждении и 4 региональных филиала в останах Восточный Азербайджан, Исфахан, Гилян и Хорасан-е Резави.

## Исследовательские подразделения
— генной инженерии и биологической безопасности
— культуры тканей и клетки
— системной биологии
— микробной биотехнологии
— молекулярной физиологии
— нанотехнологий в сельском хозяйстве

## Региональные филиалы
— Институт биотехнологий пищевой промышленности (Табриз)
— Институт биотехнологий вторичных метаболитов (Исфахан)
— Институт биотехнологии животных (Рашт)
— Управление сельскохозяйственных технологий по востоку и северо-востоку страны

## Миссия
Проведение систематических исследований с использованием новых технологий, особенно биотехнологий и генной инженерии, с целью разрешения проблем сельскохозяйственного сектора, а также повышения качества и доходности сельского хозяйства в рамках устойчивого развития и обеспечения продовольственной безопасности и производства знания и технологий, призванных способствовать повышению научного статуса страны.

## Достижения
Среди достижений Института, нашедших применение в экономике:
1. Производство первого и единственного в мире генетически модифицированного устойчивого риса.
С целью снижения экологических рисков и затрат на производство риса в стране исследователи Института впервые в мире отделили от Bacillus thuringiensis (Bt) ген cry1Ab и с помощью метода бомбардировки генами перенесли на посевные сорта риса «тарем-е маулаи» и «хазар». Данный ген кодирует протеин, который ядовит только для определённой группы вредителей, но не представляет никакой опасности для человека и других млекопитающих и даже насекомых. Кроме того, для производства этого яда в растениях была использована система, обеспечивающая выработку яда только в их зелёных частях, и исключающая его образование в семенной части, используемой человеком в пищу.
2. Производство первого в стране генетически модифицированного хлопка.
В настоящее время поражение вертицилловым грибком (Verticillium dahlia) является одной из главных проблем хлопковых плантаций в районах с влажным климатом. Дезинфекция почвы бромметаном уничтожает это поражение, однако стоимость данного метода очень высока, он наносит вред существам, живущим под землёй, и загрязняет окружающую среду. Одним из механизмов борьбы с упомянутым заболеванием служит создание устойчивых сортов с помощью генной инженерии. С этой целью, в Институте сельскохозяйственной биотехнологии был выработан плазмид, содержащий ген хитиназа, и перенесён на хлопковые плантации.